# Гаттилузио
Гаттилузио (итал. Gattilusio) — генуэзский синьориальный род, правивший в эпоху франкократии (в XIV—XV веках) на греческих островах Лесбос, Лемнос, Самотраки, Тасос, в г. Энос, а также в иных владениях на севере Эгейского моря.

## История рода
Основателем рода Гаттилузио в Эгейском регионе был генуэзец Франческо Гаттилузио, оказавший существенную помощь византийскому императору Иоанну V Палеологу в борьбе с его соправителем Иоанном VI Кантакузином. Одержав победу над соперником в 1354 году, Иоанн V пожаловал Франческо Гаттилузио остров Лесбос и выдал за него свою сестру Марию Палеолог. Вскоре к владениям Франческо присоединились острова Лемнос, Имброс, Тасос, Самотраки, а также г. Энос в Восточной Фракии. Благодаря своему доминирующему положению в регионе Гаттилузио вскоре взяли под контроль местное производство красителей для тканей.
Император Иоанн VII Палеолог был женат на Ирине Гаттилузио, дочери архонта Франческо II Якопо.
После падения Константинополя в 1453 году Гаттилузио ещё некоторое время удерживали свои владения в качестве вассалов Османской империи, уплачивая ежегодную дань в 4000 слитков золота. Однако в 1462 году османский флот захватил Лесбос, последний архонт, Никколо II Гаттилузио, был пленен, доставлен в Стамбул и там казнен.

## Архонты Лесбоса

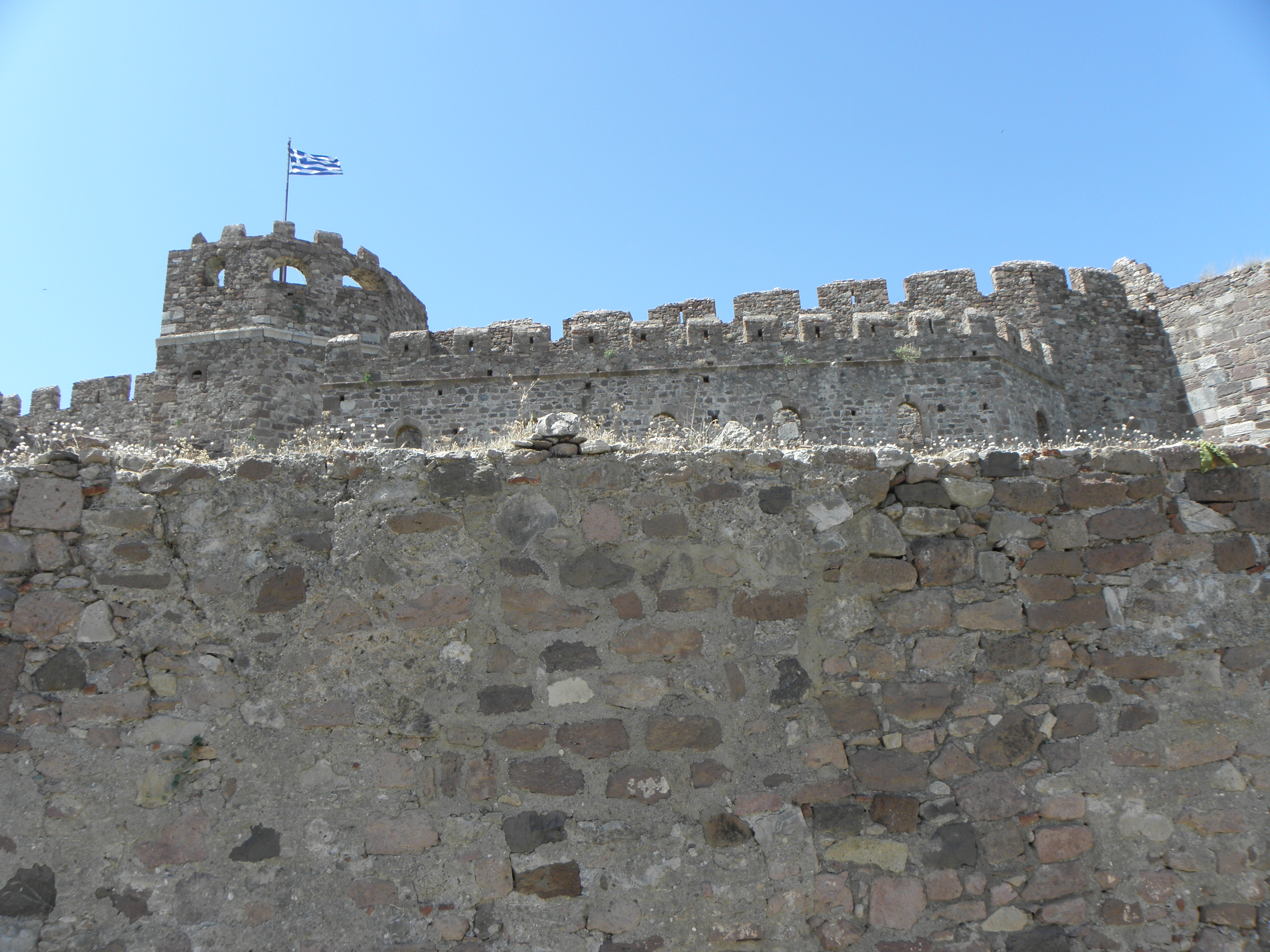
Средневековая твердыня Гаттилузио в Митилене

- 17.7.1355—6.08.1384 гг. Франческо I
- 6.8.1384—26.10.1404 гг. Франческо II Якопо, сын Франческо I
- 26.10.1404—1428 гг. Якопо, сын Франческо II
- 1428—30.6.1455 гг. Дорино I, сын Франческо II
- 1455—1458 гг. Доменико, сын Дорино I
- 1458—1462 гг. Никколо II, сын Дорино I

### Синьоры Тасоса
- 1455—? гг. Франческо III, сын Дорино I

### Синьоры Эноса
- ?—1409 гг. Никколо I, брат Франческо I
- 1409—1455 гг. Паламеде, сын Франческо II Якопо
- 1455—01.1456 гг. Дорино II, сын Паламеде